# Pont Tiergarten
Le pont du Tiergarten (en polonais : most Zwierzyniecki; en allemand : Tiergartenbrücke), anciennement pont de col, est un pont routier maintenant classé situé sur l'Alte Oder à Wroclaw (ancienne Breslau allemande).

## Histoire
Depuis que le zoo, l'hippodrome et de nombreuses villas urbaines avaient été construits sur les prairies de Grüneicher, l'ancien pont était lourdement encombré par la circulation en ville, alors en pleine croissance.

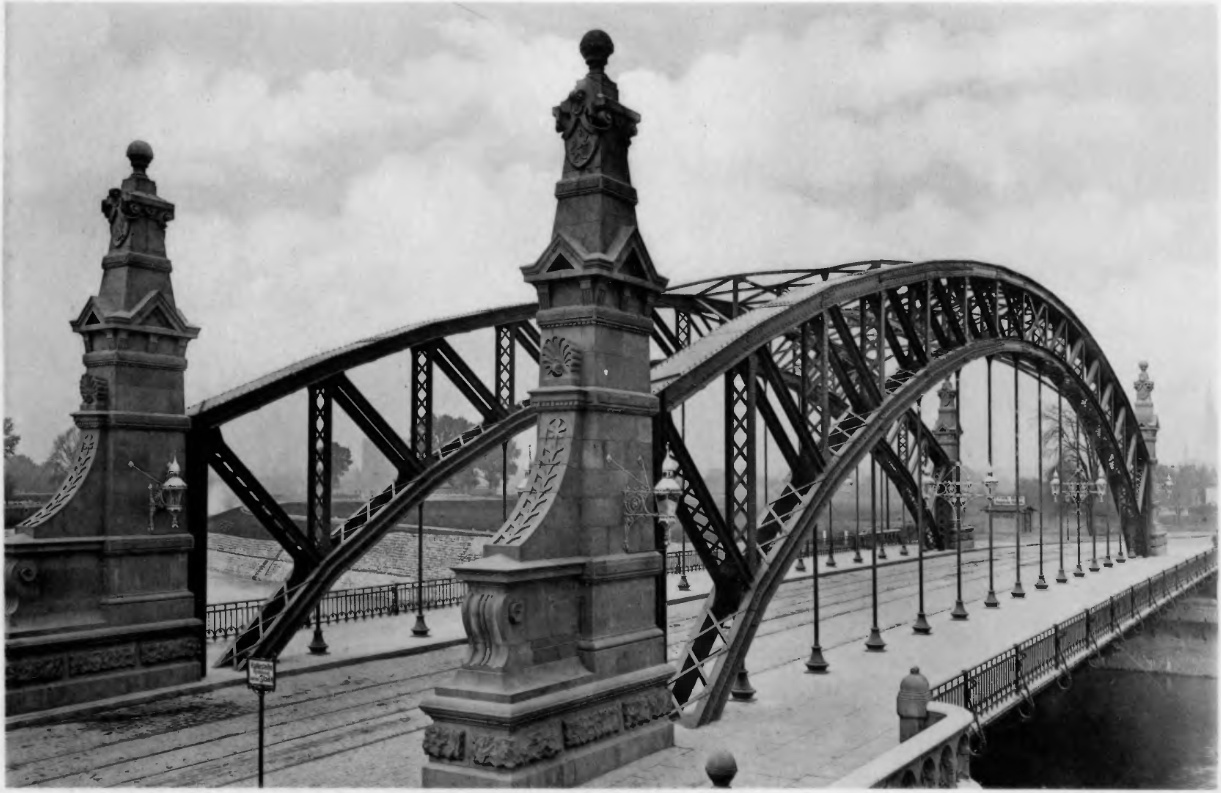
Pont Pass (1901, photographe Eduard van Delden)

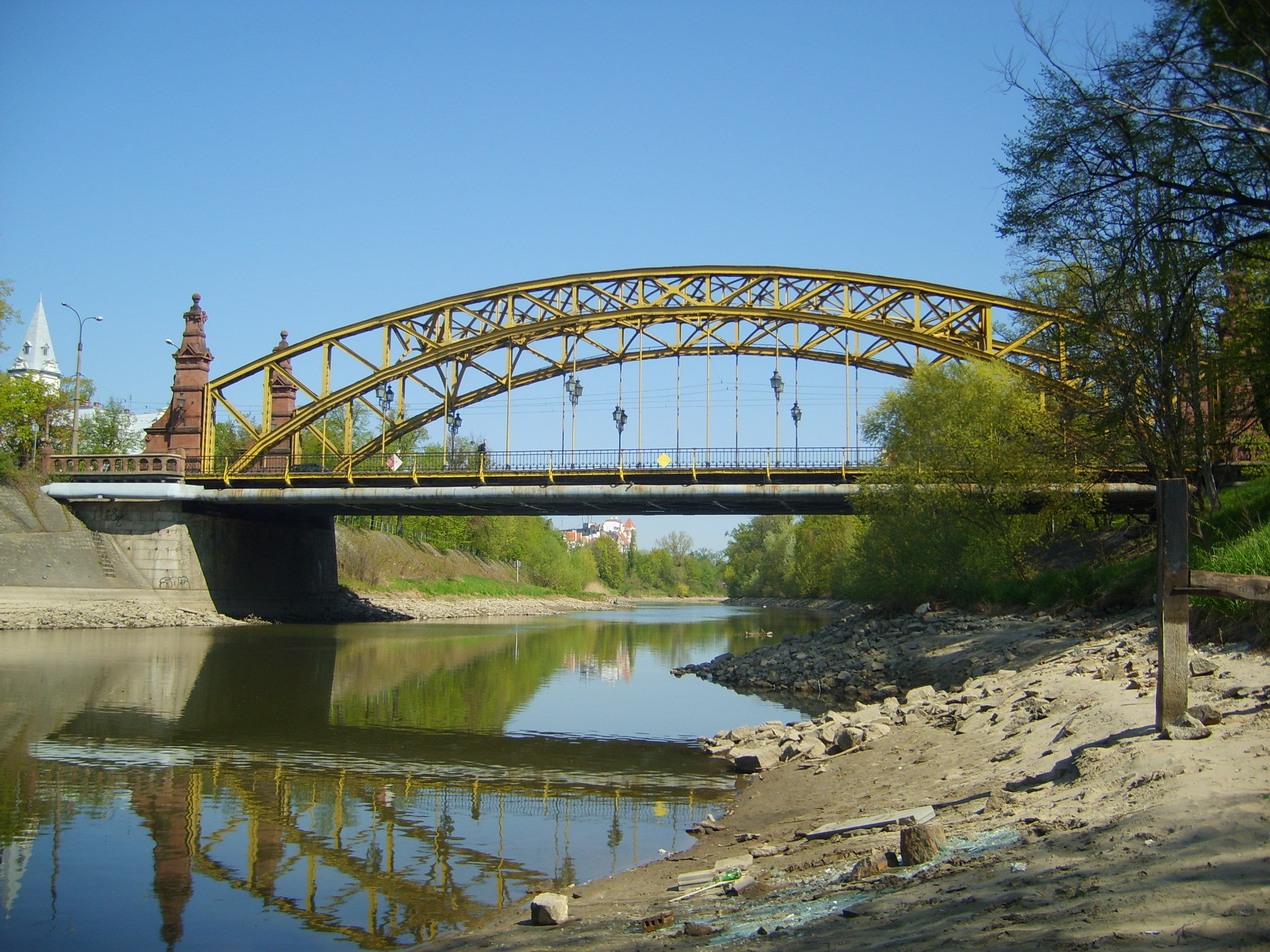
Pont Tiergarten (côté sud)

Avec le développement de l'Alte Oder comme voie navigable, sur laquelle les trains de remorqueurs pourraient contourner la vieille ville et les installations portuaires, l'ancien pont a dû être remplacé. Pour cette raison, la construction d'un pont sans piles intermédiaires a été choisi, dont la construction a été aménagée au-dessus de la chaussée. Afin de dégager l'emplacement du pont et de permettre la circulation des véhicules et des tramways, l'ensemble de l'ancienne superstructure a été déplacé de quelques mètres en aval sur des piliers temporaires et doté de voies temporaires.
Comme le quartier était aisé, l'officier de construction de la ville, Richard Plüddemann, et le maître de construction municipal, Karl Klimm, ont encadré les fermes cintrées du nouveau pont dans des formes décoratives néo-baroques. Le pont a été achevé en 1897, une plaque de bronze avec le texte suivant était adossée à l'un des pylônes :« Hoͤlzern ruht' ich Jahrhunderte lang
uͤber traͤgem Gewaͤsser
Jetzt aus Eisen und Stein schmuͤck'
ich den schiffbaren Strom. »
Pendant la Seconde Guerre mondiale, ou peu après la fin, la plaque a été fondue mais non renouvelée.
En raison du développement ultérieur du quartier, en particulier autour du parc des expositions déjà ouvert en 1913, la Halle du Centenaire, une construction plus large en béton armé a été prévue pour l'année 1942, mais la guerre a empêché la mise en œuvre de ce projet. Le pont, qui n'a pas été endommagé pendant la guerre, a été conservé.
En 1910, 1961 et 1988, des réparations majeures ont été effectuées sur le pont. Après la guerre, son nom a été changé en Pont du Tiergarten. Le 15 octobre 1976, il a été inscrit sur la liste des monuments classés .

## Littérature
- Atlas architektury Wrocławia, vol. 2 (ISBN 83-7023-679-0)
- Mosty Wrocławia, 1989 (ISBN 83-04-02937-5)
- Die neuen Brücken über die Alte Oder. In: Magistrat der Königlichen Haupt- und Residenzstadt Breslau (Hrsg.): Hafen-Anlagen zu Breslau: Denkschrift zur Eröffnung des städtischen Hafens am 3. September 1901. C. T. Wiskott, Kunstanstalt, Breslau 1901, S. 88–90 (wroc.pl).